# Вертолёт Леонардо да Винчи
Вертолёт Леонардо да Винчи («воздушный винт» Леонардо да Винчи) — проект вертолёта, созданный итальянским универсальным гением Леонардо да Винчи в конце 1480-х. В эти годы (c 1494 по 1499) Леонардо был военным инженером на службе у миланского герцога Лодовико Сфорца.
Оригинальный чертеж является частью рукописи, датированной периодом с 1487 по 1490 год. и появляется на оборотной стороне 83-го так называемой Парижской рукописи — документам, изъятых Наполеоном в 1795 году из Амброзианской библиотеки и до сих пор хранящихся в Институте Франции в Париже. «Вертолёт» был одной из ряда воздушных машин, изобретенных Леонардо, таких как: парашют, орнитоптер и дельтаплан.
На эскизе, выполненном пером и тушью, изложена идея летательного аппарата, похожего на современный вертолет, но со спиральным ротором или «воздушным винтом», основанным на идее водяного винта, но предназначенным для толкания воздушной, а не водяной струи.
Модель на чертеже установлена на прочной круглой платформе. В центре находится вертикальный стержень, поддерживаемый тремя диагональными элементами, сходящимися на небольшой круглой пластине примерно на полпути к стержню. Верхняя половина шеста является опорной осью для большого спиралевидного  льняного паруса, накрахмаленного для жесткости, радиусом около 5 м (16 футов). Внутренний край паруса наматывается вокруг древка по часовой стрелке, а внешний край соединен веревками или проволокой с кольцом, которое вращается вокруг нижней платформы. Проект предусматривал экипаж из нескольких человек, которые вращали бы парус.
Леонардо предполагал, что льняной воздушный винт, если его поворачивать достаточно быстро, будет толкать воздух и поднимет всю конструкцию. В примечаниях указано, что были построены небольшие летающие модели воздушного винта, но не было указаний на какие-либо меры, предотвращающие реакцию на вращение паруса, чтобы сам корабль не вращался в противоположном направлении. Вполне возможно, что Леонардо мог построить небольшие рабочие модели, но не мог реализовать полноразмерный рабочий вариант, поскольку в то время не было достаточно легких, но прочных материалов и достаточно мощного привода для винта.
В Китае примерно с 300 г. до н. э. был известен игрушечный летательный аппарат, основанный на аналогичных принципах — бамбуковый вертолёт. Современный вертолет больше обязан бамбуковому вертолету, чем воздушному винту Леонардо.
- Современные модели
- Национальный музей науки и технологий Леонардо да Винчи[англ.], Милан
- Музей вертолётов[англ.] в Бюккебурге
- Замок Кло-Люсе, Франция.
- Национальный музей авиации, Сантьяго, Чили